# 好き! すき!! 魔女先生
『好き! すき!! 魔女先生』（すきすきまじょせんせい）は、1971年10月から1972年3月にかけて、TBS系列で毎週日曜18時から18時30分に放送された朝日放送（ABC）、東映制作のテレビドラマである。1968年に主婦と生活社の少女向け週刊誌「ティーンルック」で連載された石ノ森章太郎の少女向け劇画『千の目先生』（せんのめせんせい）を原案とする。

## 概要
ドラマ版は、遠い宇宙の彼方から突然やってきたヒロイン・月ひかるが東京の小学校に赴任して児童たちと触れ合う学園ファンタジーもの。原作との共通点は主人公が超能力を持つ新任女性教師という部分のみで物語自体は別個のものである。朝日放送からの「SF色が加味された児童向けドラマ」という番組企画の依頼の注文に、魔女っ子アニメの実写版を目指したとされる。
最初の3か月間は原作と同じ学園ものだったが、1972年の年頭に内容を一新し月ひかるがアンドロ仮面に変身して悪者との対決をするというアクションヒロインものにスタイルを変更した。本作品は当初の予定通り全26話で終了を迎えたが、監督の田口勝彦により第3クール案が検討されており、怪人クモンデスが倒された後、新たに人間狩りを企む地底人が出現、ひかると正夫、進らの少年警備隊「アンドロ探偵団」らが地底人一味と戦うものであった。この案は本作品終了直後に同じ東映制作でスタートした『超人バロム・1』（よみうりテレビ）における敵キャラ・ドルゲの設定、演出に活かされている。
当時は変身ブームの真っただ中でもあり、このアンドロ仮面は特撮変身ヒロイン物のさきがけにして草分けとも言うべき存在である。女性変身ヒロインが単独で悪の怪人と渡り合うという演出は当時としては珍しいものだった。敵役のクモンデスは、「ナムダー」という蜘蛛の巣柄のタイツを着た戦闘員軍団を従えており、これら戦闘員と戦うアンドロ仮面のアクションは、『仮面ライダー』などの男性ヒーロー物に引けをとらない内容となった。また「最終回で再生怪人軍団が登場する」との、のちの東映変身番組で定番となる演出も本作品で初めて使用された。路線変更により当初のコメディ性は薄くなったが、結果的に男児層からの好評を得たとされる。一方で、原作者の石ノ森章太郎はこの変更には抵抗があったと述べており、監督の折田至も女子視聴者をがっかりさせたかもしれないと述懐している。
シュールなキャラクターが続出する展開は、のちの『美少女仮面ポワトリン』などに代表される東映不思議コメディーシリーズを彷彿とさせる。

## あらすじ
アンドロメダ星雲アルファー星人の月ひかるは宇宙連合のアンドロメダ星雲支部直属の平和監視員として地球人を調査しにやってきた。東西学園の教師として赴任し、地球人と生活を共にしながら秘密裏に地球人の生態調査を行う。
だが、持ち前の世話焼きと子どもに期待する気持ちが抑えきれず、超能力ムーンライトパワーで人間関係を改善したり、逆にトラブルも起こしてしまう。

## 登場人物
月 ひかる/アンドロ仮面
アンドロメダ星雲アルファ星の姫君。平和監視員として地球人が宇宙平和にもたらす影響を調査し、子供たちを保護するためにやってきた。対象とされたのが東西学園の人間である。受け持ちの学級は5年D組。地球人の希望は子どもたちだと信じ、常に児童に寄り添った教育と生活指導を行う心優しき“お姉さん先生”。その教育方針は児童に好まれるが、行きすぎて、子供のいたずらに一時加担したり学校の方針と対立したり、うっかり宇宙の常識を教えてしまうトラブルメーカーの一面もある。同時に籏野先生を典型的な地球人として観察対象にし、行動を共にするうちに自分でも気づかない淡い恋心を抱く。アンドロメダ星の帝王の実父がおり、兄は光源氏という。
大きな宝石の付いた指輪ムーンライトリングを左手の中指にはめており、「ムーンライトパワー」の掛け声でこれを活用することにより、様々な超能力が使える。しかし、エネルギーに限界があり、満月の夜に月明かりに向かって指輪をかざし月に隠した衛星軌道上にある母船からエネルギー波を受信し、チャージしなければならない。
町の片隅にある竹林の中にある竹取夫妻の離れを借りており、不思議な魅力と明かされない私生活から「かぐや姫先生」と呼ばれる。外出時は青いミニスカートのワンピースの上に金色の飾りボタンが着いた白いベストまたはボレロジャケット、白いローヒール。私服は和服を着ることが多い。第12話からは白いタートルネックに赤いベスト、黒いスカート、ブーツ姿に変わる。また、髪形は序盤はロングヘアであったが、第6話（第7話を除く）からショートボブ（当時の人気アイドル・天地真理に肖ったウルフカット）になった。
第14話にて平和監視委員会からA級平和監視員への昇進を認められ、アンドロ仮面への変身コンパクトを渡される。コンパクトを掲げ「アンドロ仮面、ローッ!」と叫ぶとコンパクトが開き変身できる。コンパクトの内側にはアンドロ仮面の肖像が刻印されている。攻撃の時でも必ず「ローッ!」と言う。

校長先生
私立東西学園の校長。学園の誇りと教育実績を残すため教師や児童に対し尊大な態度で接する。良くも悪くも大人の常識で頭が固く児童や月先生、籏野先生からは煙たがられている。しかし、正夫の父で理事長をしている竜村産業社長やPTAには頭が上がらない。近頃の校長のあるべき姿として自動車運転免許を必死で取得し、愛車はプリンス・スカイラインでやって来る。
東西学園は小学校・中学校・高等学校を併設しているが、小学校の校長である。

教頭先生
表面上臆病な性格で校長の腰巾着。しかし、校長に対して多少は反感を抱いており時々それを表すユーモアもある。校長と違い児童をかわいく思っており評判はよい。空手の達人でもある。私生活では二人の娘と二人の息子がおり、主夫仕事もやる家庭人。名字はオオトモ（漢字不明）。

竹取 武右衛門
月先生に住まいを貸した老人。住所は竹薮町888番地。月先生を信用しており、妻・きよをなだめている。

竹取 きよ
武右衛門の妻。月先生の生活を不審に思っており、たびたび実態をのぞこうとする。

旗野先生
東西学園5年C組担任で図画工作担当教員。フルネームは籏野旗郎。シズコという妹がいる。児童が望むことをやらせたい・男は強くあるべしという一本気な熱血先生。しかし、体力や能力が追い付かず熱血先生ぶりは空回り気味。教育精神はどんな状況でも揺るがず、親や学校と対立しても児童のために行動するのだが、約束を忘れたり親の理屈に負けてしまったりそそっかしくて頼りない。
出身は大阪で、故郷に帰ると大阪弁になる。女性や女子児童の気持ちに鈍く、また自分でも気にするほどの音痴。
怒るとすぐにバットを振り上げることから「バットマン」とも呼ばれる。しかし、威嚇のためだけであり暴力行為までエスカレートすることはほとんどない（感情に任せて児童を叩いたことはあるが体罰問題に発展した）。
月先生に惚れており、公私共に協力的。

用務員
東西学園に務める用務員。会話に時々英語を交え、勤務中にウィスキーを嗜むお茶目なおじさん。全校生徒の名前と顔を完璧に覚え込んでいる。昔、皿洗いをロンドンでしていた。
- 衣裳は、後に『イナズマン』第7話の用務員の衣裳に流用された。

バル
アルファ星人で月先生を姫と呼ぶお目付け役の爺や。老眼鏡をかけたウサギのようなで顔をしており、白くて長い髭と眉が特徴。先端が三日月の杖を持ち、超能力が多少使え、「パイチョ」や「パイヨ」の呪文で瞬間移動と時間停止を行い、「すぽちょ」の呪文で木や地球人の少年姿などに変装する。
当初は姫が平和監視員を務めることと地球人の生活に否定的で、余計なアドバイスをする口うるさい爺さんであったが、第13話より積極的に子どもたちと関わろうとする好々爺となる。
月先生がA級監視員に認められたのは、子どもたちと仲良くしたいと超能力を乱用したバルと比較されたことも要因である。また、月先生の昇進と共に平和監視員になった。普段は月先生の部屋の床の間の奥にある秘密の部屋で生活しており、昼間は居眠りばかりしている。
前半は黄色い服に青いマント姿であったが、第12話からは赤い服に黄色いマント姿となる。

正夫
フルネームは竜村正夫。名字と荒い性格から「タツノオトシゴ（竜の落とし子）」とも呼ばれる。理事長の息子でありわがまま放題で月先生の赴任前は、権力や力を振りかざした手の付けられない悪ガキであった。体力面では人一倍で中学生3人とケンカをしても負けないほど。しかし、月先生が正夫たちを超えるいたずらをし、体力面で対等にやり合い、正夫の正義感を認めることで月先生に憧れを抱き、粗暴さが薄くなりいじめっ子気質は残りながらもクラスのリーダー的存在となる。また、負けず嫌いであるが、相手に正当性があればそれを認めることもできる少年。

進
フルネームは田辺進。「田辺歯科」の一人息子。大きなメガネをかけた小太りで小柄な少年で「メガネブタ」「メガネザル」とバカにされることがある。しかし、頭脳はクラスで一番であり、たくさんの知識を蓄えた秀才で母親はエリート教育をさせたいと考えている。月先生赴任前には自信のなさからよくいじめられていたが、月先生の応援で正夫と一対一のケンカをすることで自信を持ちクラスを代表する一人となった。

太一
フルネームは丸木太一。あだ名は「丸太ん棒」。大食漢の太った少年で力はあるが気が弱く、正夫の子分的な一面がある。第10話で籏野先生の無茶な宿題と無責任な行動を乗り越え、気の弱さを克服し北海道に転校した。

タケシ
第2話で籏野先生の受け持ちとして登場したが、太一に代わり第12話より月先生の受け持ちとして準レギュラー入り。名字はコジマ。勉強はからっきしダメだが、工作で秀でており「自分が住みたい家を紙を使って作る」という宿題で見事な建築模型を提出した。また、東西学園50周年記念で披露した演劇では怪人の衣装や大道具小道具を籏野先生と協力し作り上げた。母子家庭で母親と妹弟との4人暮らし（弟の名はタケゾウ）。2話では貧乏な家庭だったが、その後は母親が建築会社に勤め、そこそこの暮らしをしているようである。

ハル子
5年D組の女子児童。正夫・進とよく一緒にいる。フルネームは木村ハル子。

吸血魔人クモンデス
第18話から登場。アンドロ仮面最大の敵であり、老若男女問わず様々な姿に変装できる。ドクロの牙城を根拠地とする。子供の血を食料にしており、東西学園5年D組と月ひかるを狙う。恐怖感をあおったり毒薬を使うなど、様々な手段で子どもの血を自分が好む味に変えて吸うことを目的としている。不死に近く、爆死しても蘇る体を持っている。武器は悪魔の鏡デビルミラーと水晶玉デビルギヤマン。「ゼノン・ゾル・ガブラー」という呪文で魔力を操り、黒ピエロという悪魔の分身を生み出したり、首から下げた大きな数珠をナムダーと呼ばれる手下に変身させる力もある。最後はアンドロ仮面のマントブーメランによって倒された。
- デザイン画での名称は魔人ブラッドであり、ベルトの「B」の意匠はその名残である。鳴き声の「カポッ、カポォォ〜ッ」は飯塚のアドリブである。

## アンドロ仮面の能力
上級平和監視員となった月ひかるは超能力の発動に「ムーンライトパワー」の掛け声を不要とする。超能力はムーンライトリングに口づけするか両目を光らせることで使用する。また、ムーンライトリングのエネルギー低下と満月に向かってムーンライトパワーを蓄える描写がなくなった。
ムーンライトリングは本人の手から離れた場合、玉の部分が発光し自宅の機器とバルへ緊急信号を出す。
マントブーメラン
アンドロ仮面の必殺技。マントを投げつけ、相手を切り裂く。
スティック
伸縮式の指し棒のような形状の武器。
アンドロミラー
分身し相手をかく乱する技。
瞬間移動
変身前にも多用する超能力。
ミクロ化

火炎招来術

- アンドロ仮面のデザインは、コミカライズ版を担当していた吾妻ひでおによるもの[8]。石森のデザイン案はヘルメット姿であった[7]。

## キャスト

### レギュラー・準レギュラー
- 月ひかる先生 / アンドロ仮面：菊容子
- 校長先生：潮万太郎
- 教頭先生：牧冬吉
- 竹取武右衛門：明石潮
- 竹取きよ：岡村文子
- 旗野先生：森本レオ
- 用務員：奥村公延
- 正夫：藤江喜幸
- 進：矢崎知紀
- 太一：石渡英典
- タケシ：川口英樹[注釈 9]
- ハル子：杉山和子
- 進の母（4話、14話、15話、18話）：星美智子
- 竜村理事長（正夫の父) (7話、9話、15話、16話）：太宰久雄

### 主なゲスト出演者
- OB番長黒木（1話、14話）：白木みのる
- タケシの母（2話、17話）：楠トシエ
- ツトム（3話、21話）：梅沢雅康
- ヒロミ（5話）：広瀬隆子
- ヒロミにハモニカを教えた少女（5話）：林寛子
- TVレポーター（5話）：鈴木泰明
- 信夫（6話）：佐久田修
- 信夫の母（6話）：小山明子
- カズ子（8話）：荒井久仁江
- 酒屋（8話）：篠田薫
- 正夫の子分（9話）：塩屋翼
- ギャング（9話）：瀬島達佳
- 井原（9話）；石井千代子
- 旗野静子（旗野先生の妹。10話）：宮田圭子
- ノロオの父（11話）：柳亭痴楽
- ひかる源氏（ひかるの兄。13話）：佐々木功
- 女の子（14話）：佐久間真由美
- 副社長（15話）：高木均
- アンドロメダ帝王（ひかるの父。16話、17話）：堀田真三（声：大宮悌二[11]）
- 海賊（16話）：佐野房信
- カンナ（18話）：大木智子
- サチ子（19話）：大原穰子
- ルミ（20話）：斉藤浩子
- 老婆（クモンデスの変身。21話）：花巻五郎（声：京田尚子[11]）
- 黒マントの男（22話）：飯塚昭三
- カオル（23話）：高柳孝子
- 山川ノボル（24話）：高野浩幸
- ミドリ（25話）：吉野比弓

### 声の出演
- バル：牟田悌三
- 怪人クモンデス（第18話-第26話）：飯塚昭三
- 石膏怪人ソクラテス（第4話）：大宮悌二
- 怪人ディクショナリー[注釈 10]（第14話）：丸山詠二
- 黒ピエロ（第24話）：和久井節緒
- 語り手、α星宇宙パトロール員（第3話）[11]：天地総子

### スタント・スーツアクター
- アンドロ仮面（スタント）[22]、バル[22]：甘利健二

## スタッフ
- 原作：石森章太郎（少女フレンド、なかよし連載）
- プロデューサー：平山亨、小野耕人
- 脚本：辻真先、市川森一、高久進、佐伯孚治、大原清秀、滝沢真里、島田真之、山崎久、近藤正
- 監督：山田稔、田口勝彦、折田至、佐伯孚治
- 助監督：長石多可男、中尾守
- 撮影：森隆吉、篠原征夫
- 照明：須崎利行、安藤真之助
- 美術：三上陸男（エキスプロダクション）
- キャラクターデザイン：吾妻ひでお（アンドロ仮面の元デザイン）
- 音楽：渡辺岳夫
- 仕上製作：映広音響
  - 録音：太田克己
  - 編集：菅野順吉
  - 選曲：鈴木清司
- 記録：黒丸良子、紀志一子
- 制作担当：内田有作
- 進行主任：伊東暉雄
- 衣裳：東京衣裳
- 現像：東映化学
- 技斗：大野剣友会

## 主題歌
- オープニング：「かぐや姫先生のうた」
作詞：丘灯至夫、辻真先、作曲：渡辺岳夫、編曲：松山祐士、歌：堀江美都子
- エンディング：「月光の子守唄」
作詞：石ノ森章太郎、作曲：渡辺岳夫、編曲：松山祐士、歌：堀江美都子

### オープニングタイトルの差異
オープニングタイトルは前期と後期で若干異なっている。
- 冒頭の竹林から和装した月ひかるが登場して「ムーンライトパワー」を指輪に蓄えるシーン
- その「ムーンライトパワー」を使い校長先生と籏野先生が乗った車を小さくしてしまう箇所
- 月ひかるが空中遊泳（バックはフィルム映像合成）するシーン

以上の3箇所で14話から異なったシーンが使用された。
竹林のシーンでは前期はロングヘアで白い着物に黄色い帯を締めた月ひかるが登場していたが、後期のアンドロ仮面登場以後はショートヘアで黒い着物に赤い帯を締めた月ひかるが登場。
後者の2つはアンドロ仮面の姿で同じポーズをするシーンに差し替えられた。
後期オープニングでは、上記の点以外は序盤からのロングヘアの姿のシーンがそのまま使用されたため、月ひかるがロングヘアの場合とショートヘアの場合の映像が混在した状態になった。

## 制作
制作スタッフは、東映生田スタジオ、大野剣友会など、同時期の『仮面ライダー』とまったく同じ陣容である。
主演の菊容子は、生田スタジオ所長の内田有作がオーディションの際に『仮面ライダー』の撮影を行っていた主演の佐々木剛に意見を求め、佐々木が共演経験のあった菊を推薦したことにより起用された。
本作品のロケ地として、世田谷区岡本の聖ドミニコ学園が、本作品の舞台の一つとなった私立東西学園として使用された。
美術は他社作品参加のため『仮面ライダー』を離脱したエキスプロダクションの三上陸男と、他社との契約のため『仮面ライダー』に参加しなかった前澤範が中心となった。『仮面ライダー』のように怪人が毎回は登場していないが、教室のシーンでは、教室の壁に展示する子供たちの図工や習字の作品が必要になり、特に監督の山田稔が「同じものではアップが撮れない」と要望したことから生徒50人分の作品を 美術スタッフが作らねばならなかった。前澤はほぼ1人でこれらを制作しており、小学生の作品という設定のためわざと下手にしなければならず、また同じ回で別の教室のシーンがある時はその分も作らねばならないため、作業量が多く苦労した旨を語っている。
なお、実際に制作された順は、放送順とは異なり、５話と７話、２話と４話、１話と３話、６話と８話、９話と10話、11話と15話、12話と13話の順に制作されている。

## 放送リスト
| 放送日         | 話数 | サブタイトル                             | 脚本            | 監督     |
| -------------- | ---- | ---------------------------------------- | --------------- | -------- |
| 1971年 10月3日 | 1    | 決闘! すずめヶ丘                         | 辻真先          | 山田稔   |
| 10月10日       | 2    | トンテンカン とんちんかん                | 辻真先          | 折田至   |
| 10月17日       | 3    | 私を食べないで                           | 市川森一        | 山田稔   |
| 10月24日       | 4    | ソクラテス 大いに怒る                    | 市川森一        | 折田至   |
| 10月31日       | 5    | いじっぱりハモニカさん                   | 辻真先          | 山田稔   |
| 11月7日        | 6    | 僕の弟はロボットだ!                      | 市川森一        | 佐伯孚治 |
| 11月14日       | 7    | 魔女テスト                               | 辻真先          | 山田稔   |
| 11月21日       | 8    | うそつき先生                             | 辻真先          | 佐伯孚治 |
| 11月28日       | 9    | 日輪仮面の謎!                            | 辻真先          | 折田至   |
| 12月5日        | 10   | 神風道中 東京-大阪!!                     | 辻真先          | 折田至   |
| 12月12日       | 11   | 0点バンザイ!!                            | 高久進 佐伯孚治 | 佐伯孚治 |
| 12月19日       | 12   | 宇宙怪人ゾルダ現わる                     | 辻真先          | 佐伯孚治 |
| 12月26日       | 13   | アンドロメダの恋人たち                   | 大原清秀        | 佐伯孚治 |
| 1972年 1月2日  | 14   | アンドロ仮面登場!!                       | 辻真先          | 折田至   |
| 1月9日         | 15   | ムシ歯になった宇宙人                     | 辻真先          | 折田至   |
| 1月16日        | 16   | ゴキブリ父ちゃん! 怪人レスラーもビックリ | 辻真先          | 折田至   |
| 1月23日        | 17   | 恐怖の帝王 アンドロメダ来る!             | 辻真先          | 折田至   |
| 1月30日        | 18   | 吸血魔人クモンデス現わる!                | 辻真先          | 田口勝彦 |
| 2月6日         | 19   | 怪奇! 黒魔術の恐怖                       | 滝沢真里        | 折田至   |
| 2月13日        | 20   | 恐怖の暗闇魔人                           | 辻真先          | 折田至   |
| 2月20日        | 21   | 呪いの金貨                               | 高久進          | 田口勝彦 |
| 2月27日        | 22   | 恐怖! ホラ穴の悪魔                       | 島田真之 山崎久 | 田口勝彦 |
| 3月5日         | 23   | 恐怖の毒薬! 地獄の妖女                   | 近藤正          | 田口勝彦 |
| 3月12日        | 24   | 恐怖の黒ピエロ!                          | 島田真之        | 折田至   |
| 3月19日        | 25   | 死刑台のネックレス                       | 辻真先          | 折田至   |
| 3月26日        | 26   | 死なないで! アンドロ仮面                 | 辻真先          | 田口勝彦 |

## 映像ソフト化
いずれも東映ビデオから発売。
- ビデオ（VHS、セル・レンタル共通）は傑作選として、2巻・6話分を収録したものがリリースされていた。
- 1996年10月21日から1997年4月21日にかけてLDが発売された[28]。全4巻の各2枚組で各巻8話（Vol.4のみ1枚・2話）収録。
- 2008年9月21日から10月21日にかけてDVDが発売された。全2巻の各2枚組で各巻13話収録。
- 2008年7月21日発売の「石ノ森章太郎 生誕70周年 DVD-BOX」に第1話が収録されている[29]。

## 補足
朝日放送（ABC）と東映の共同制作による連続テレビドラマは、本作品と、テレビ朝日系列へネットチェンジ後の『それゆけ!レッドビッキーズ』（53話から。52話まではテレビ朝日制作）の2作品のみで、いずれも原作者は石ノ森章太郎である（テレビ朝日主幹で当時のフルネット系列局と共同制作の『徳川三国志』を含めると3作品）。また、テレビ朝日系移行後には『土曜ワイド劇場』などで単発および非連続のシリーズ作品が制作された。
ABCは本番組に非常に力を入れており、第1話でABCが制作した全国ネットのコメディ時代劇『てなもんや三度笠』で絶大な人気を集めた白木みのるの出演をとりつけたり、第10話で大阪ロケ（当時の朝日放送本社ビルが映るシーンがある。披露宴のシーン撮影はホテルプラザで行われた）を敢行するなど、制作局として積極的な取り組みを見せている。なお、当時ABCでドラマ制作部門のプロデューサーだった山内久司は本作品には直接的に関与していない。企画段階で東映がつけたタイトルは『かぐや姫先生』だったが、朝日放送サイドから反対意見が出たため変更された。本作品スタートの直前に同じ朝日放送制作で放映されていた『白雪姫と七人の悪党たち』が視聴率的に失敗したことから、「～姫」と言うタイトルには難色を示したということだった。
第4話で、月ひかるが授業中に、「ウルトラシリーズ」（本作品と同時期の作品はTBS・円谷プロダクション製作。当時の朝日放送はTBS系列局だった）に登場する架空の星について言及した。
アンドロ仮面のアクションシーンの音楽には、『魔法のマコちゃん』（NETテレビ・東映動画制作）の楽曲（作曲者はどちらも渡辺岳夫）が使われている。

## 放送局
| 放送局       | 放送時間 | 備考                      |
| ------------ | --- | ------------------------- |
| 朝日放送     | 日曜 18:00 - 18:30 | キー局 現：朝日放送テレビ |
| 東京放送     | 日曜 18:00 - 18:30 | 現：TBSテレビ             |
| 北海道放送   | 日曜 18:00 - 18:30 |                           |
| 青森テレビ   | 日曜 18:00 - 18:30 |                           |
| 東北放送     | 日曜 18:00 - 18:30 |                           |
| テレビ山梨   | 日曜 18:00 - 18:30 |                           |
| 静岡放送     | 日曜 18:00 - 18:30 |                           |
| 中部日本放送 | 日曜 18:00 - 18:30 | 現：CBCテレビ             |
| 山陰放送     | 日曜 18:00 - 18:30 |                           |
| 中国放送     | 日曜 18:00 - 18:30 |                           |
| テレビ山口   | 日曜 18:00 - 18:30 |                           |
| 南海放送     | 日曜 18:00 - 18:30 |                           |
| RKB毎日放送  | 日曜 18:00 - 18:30 |                           |
| 大分放送     | 日曜 18:00 - 18:30 |                           |
| 熊本放送     | 日曜 18:00 - 18:30 |                           |
| 琉球放送     | 日曜 18:00 - 18:30 |                           |
| 岩手放送     | 水曜 16:59 - 17:27（1972年4月19日 - 7月26日） 水曜 17:00 - 17:30（1972年8月2日 - 10月11日） 11:00 - 11:30（1972年10月16日・10月17日）         | 現：IBC岩手放送           |
| 秋田放送     | 日曜 10:30 - 11:00 |                           |
| 山形放送     | 土曜 17:00 - 17:30（1972年1月22日 - 3月25日） 水曜 17:00 - 17:30（1972年4月13日 - 4月27日） 火曜 17:00 - 18:00（1972年5月2日 - 1972年8月1日） |                           |
| 福島テレビ   | 土曜 19:00 - 19:30 |                           |
| 新潟放送     | | 1974年に放送              |
| 北日本放送   | 水曜 17:45 - 18:15 |                           |
| 福井放送     | | 1974年 - 1975年に放送     |
| 信越放送     | 水曜 18:00 - 18:30 |                           |
| 山陽放送     | | 現：RSK山陽放送           |
| 長崎放送     | 日曜 11:00 - 11:30 |                           |
| 宮崎放送     | 日曜 10:30 - 11:00 |                           |
| 南日本放送   | 日曜 9:00 - 9:30 |                           |

再放送（ABCとTBS系各局を除く）
- 日本テレビ
- 読売テレビ（日本テレビ系列。一部話数のみ放送）
- 仙台放送（フジテレビ系列。1975年）
- サンテレビ（独立放送局）
- テレビ埼玉（独立放送局）

## 派生作品
- コミカライズ
  - 『テレビマガジン』1971年12月号-1972年4月号 吾妻ひでお[35][36]
  - 『たのしい幼稚園』1971年12月号-1972年4月号 四宮サキ[35]
  - 『なかよし』1972年1月号-6月号、『別冊なかよし』1971年第6号 別府ちづこ[35]
- 『週刊少女フレンド』1971年44号-48号に放送連動型の絵物語が掲載された[35]。文・榊なおみ、作画・神奈幸子[35]。